# 五味の市
五味の市（ごみのいち）は、岡山県備前市日生町にある日生町漁協の魚市場。牡蠣のシーズンである11月から3月には牡蠣が販売される。

## 概要
瀬戸内海に面する日生港から早朝に水揚げされた新鮮な魚が売られる魚市場である。定休日は10月末までは毎週火曜日、水曜日(祝日の場合は翌日)、11月からは毎週水曜日、年末年始。天候不良により出港できない等で臨時休業となる場合もある。営業時間は午前9時から午後16時、売り切れ次第終了となる。
日生諸島への旅客船が出航する日生港が近く、向かいにある海の駅しおじでは予約制で海鮮バーベキューが利用できる。日生町では牡蠣の養殖が盛んであり、旬の11月から3月は牡蠣の販売も行われる。五味の市内で販売される、ソフトクリームの上にカキフライを二つトッピングし、刺身しょうゆをかけたカキフライソフトが名物である。

## 近隣の施設
- みなとの見える丘公園
- 加子浦歴史文化館
- BIZEN中南米美術館
- 日生港
- 海の駅しおじ

## 五味の市へのアクセス

### 公共交通
：鉄道
- 西日本旅客鉄道赤穂線日生駅下車、西方面国道沿いに徒歩約15分、タクシーで約5分

：バス
- 備前市営バス日生駅より頭島線乗車、五味の市下車

### 道路
：自動車
駐車場　普通車100台　バス10台
：大阪方面から
- 山陽自動車道下り線より赤穂インターチェンジで下り、国道250号を西方面に約20分

岡山方面から
岡山市内2号バイパスより*岡山ブルーライン「備前・日生インター」で 下り、国道を東方面に約 7分

### 港湾
- 日生港より西方面国道沿いに徒歩約15分